# .is

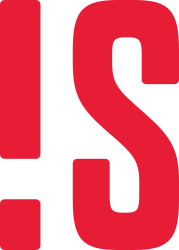
Logo van de ISNIC, de .is domain registry

.is is het achtervoegsel van domeinnamen in IJsland. .is-domeinnamen worden uitgegeven door registrar ISNIC, die verantwoordelijk is voor het topleveldomein 'is'.